# Powiat Nishi-Ibaraki
Powiat Nishi-Ibaraki (jap. 西茨城郡 Nishi-Ibaraki-gun) – dawny powiat w Japonii, w prefekturze Ibaraki. Z dniem 1 stycznia 2006 roku liczył 52 291 mieszkańców i zajmował powierzchnię 108,64 km².

## Historia[2]

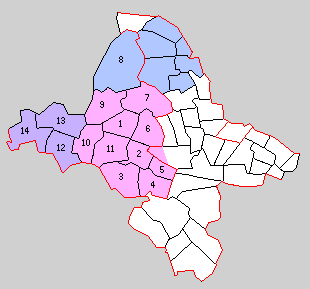
Powiat Nishi-Ibaraki (1–14) (1889 r.)

- Powiat został utworzony 2 grudnia 1878 roku w wyniku podziału powiatu Ibaraki na dwa mniejsze powiaty. Wraz z utworzeniem nowego systemu administracyjnego 1 kwietnia 1889 roku powiat Nishi-Ibaraki został podzielony na 2 miejscowości i 12 wiosek[3].
- 1 marca 1923 – wioska Iwama zdobyła status miejscowości. (3 miejscowości, 11 wiosek)
- 1 stycznia 1925 – wioska Nishinaka zdobyła status miejscowości i zmieniła nazwę na Iwase. (4 miejscowości, 10 wiosek)
- 15 sierpnia 1954 – wioska Nishiyamauchi zdobyła status miejscowości i zmieniła nazwę na Inada. (5 miejscowości, 9 wiosek)
- 23 listopada 1954 – miejscowość Iwama powiększyła się o teren wioski Minamikawane. (5 miejscowości, 8 wiosek)
- 15 stycznia 1955 – w wyniku połączenia miejscowości Shishido oraz wiosek Ōhara i Kitakawane powstała miejscowość Tomobe. (5 miejscowości, 6 wiosek)
- 11 lutego 1955 – miejscowość Kasama powiększyła się o teren wiosek Ōikeda, Kitayamauchi i Minamiyamauchi. (5 miejscowości, 3 wioski)
- 31 marca 1955: (5 miejscowości, 1 wioska)
  - miejscowość Tomobe powiększyła się o część wsi Koibuchi z powiatu Higashi-Ibaraki.
  - miejscowość Iwase powiększyła się o teren wiosek Kitanaka i Higashinaka.
- 15 lutego 1958 – miejscowość Inada została połączona z miejscowością Kasama. (4 miejscowości, 1 wioska)
- 1 sierpnia 1958 – miejscowość Kasama zdobyła status miasta. (3 miejscowości, 1 wioska)[4]
- 1 lutego 2005 – wioska Nanakai połączyła się z miejscowością Jōhoku oraz wioską Katsura (oba z powiatu Higashiibaraki) tworząc miejscowość Shirosato. (3 miejscowości)[5]
- 1 października 2005 – miejscowość Iwase połączyła się z miejscowością Makabe i wioską Yamato (oba z powiatu Makabe) tworząc miasto Sakuragawa. (2 miejscowości)[6]
- 19 marca 2006 – miejscowości Iwama i Tomobe zostały włączone w teren miasta Kasama[7]. W wyniku tego połączenia powiat Nishiibaraki został rozwiązany.